# Mohammed Tiouali
Mohammed Ayoub Tiouali (en arabe : محمد أيوب تيوالي), né le 26 mai 1991 au Maroc, est un athlète marocain devenu bahreïni, spécialiste du demi-fond.
Le 6 juillet 2012, il établit son record personnel sur 1 500 m en 3 min 34 s 52	à Bottrop.
Le 6 juillet 2013, il porte son record personnel sur 800 m à 1 min 46 s 32, à Casablanca.
Après avoir concouru pour le Maroc, il opte pour représenter Bahreïn. 